# Kigoma Urban (huyện)
Kigoma Urban là một huyện thuộc vùng Kigoma, Tanzania. Thủ phủ của huyện Kigoma Urban đóng tại Kigoma. Huyện Kigoma Urban có diện tích 128 ki lô mét vuông. Đến thời điểm điều tra dân số ngày 25 tháng 8 năm 2002, huyện Kigoma Urban có dân số 144257 người.